# Anodus elongatus
Anodus elongatus är en fiskart som beskrevs av Agassiz 1829. Anodus elongatus ingår i släktet Anodus och familjen Hemiodontidae. Inga underarter finns listade i Catalogue of Life.

## Bildgalleri

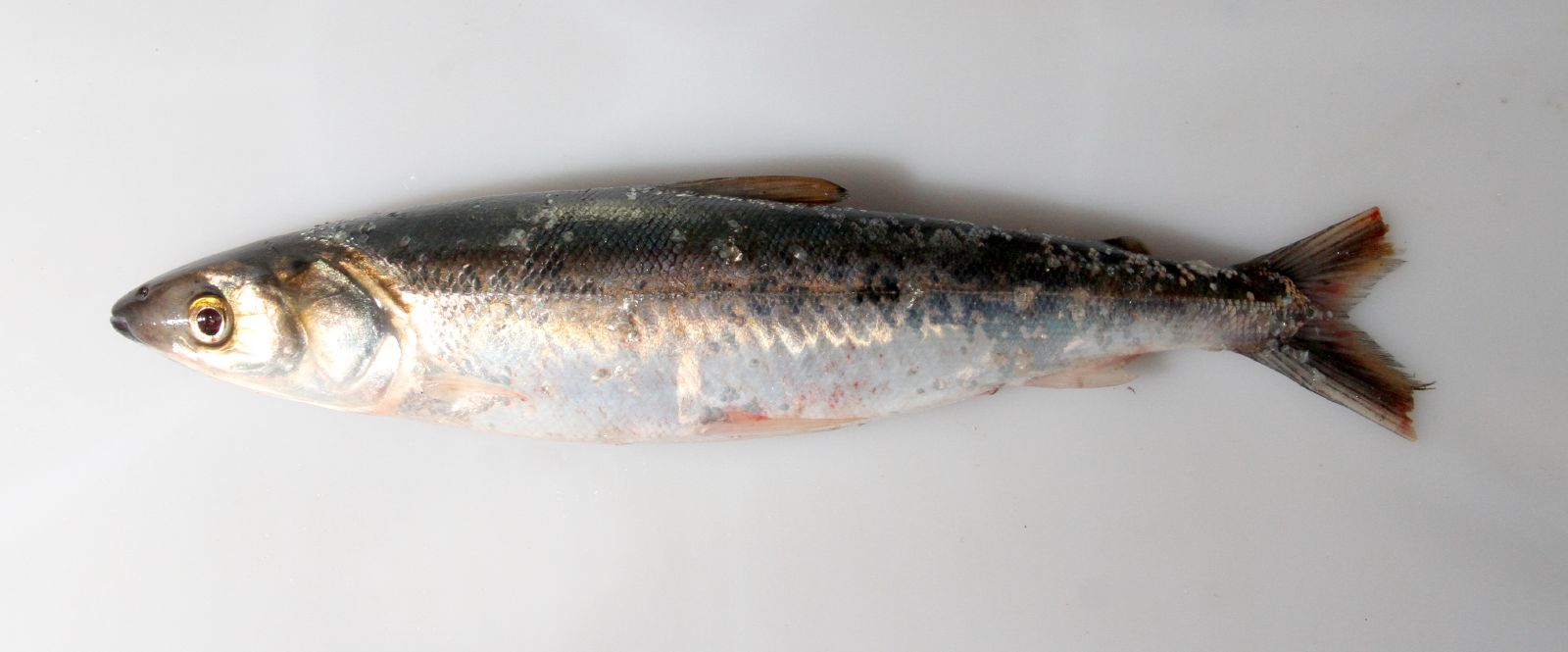